# 니시신마치역
니시신마치역(일본어: 西新町駅, にししんまちえき)은 일본 효고현 아카시시에 있는 산요 전기철도 본선의 역이다. 역 번호는 SY 18이다.

## 역 구조
상대식 승강장 2면 2선의 고가역으로 지상에서 개찰구와 플랫폼 사이에 에스컬레이터(상행만)와 엘리베이터가 설치되어 개찰구 내에는 다용도 화장실, 플랫폼 상에는 공조부 대기실이 설치되어 있다.
상하행선이 모두 장내 신호기와 출발 신호기가 설치되어 있어서 정차장으로 분류된다. 다만, 고가화 공사 기간의 임시선 시대에는 정류소로 취급되고 있었다.
과거에는 단선과 섬식의 복합형 2면 3선의 구조를 갖고 고베 방면 승강장은 섬식이 되고 있었다. 그러나, 그 후 여객 열차는 2면 2선밖에 사용되지 않고 사용되지 않게 된 3번 선은 고가화 사업의 영향으로 장내 신호기와 출발 신호기가 철거되고 진입할 수 없게 되어 승강장에도 펜스가 설치되어 2009년 2월에 3번 선의 선로도 철거되었다.
교상역사 시절의 출입구는 고베 방향의 남북 양쪽에 있어 개찰구는 1곳에서만 창구는 기본적으로 무인화되어 있었다.
또한, 2010년 4월 10일부터 서쪽의 임시 역사가 사용 시작되어, 구역사는 일부 해체 공사가 되고 남북 간 승강장 연결용 계단으로 사용되고 있었다.
아카시 강에서 하야시사키마쓰에카이간 역까지 고가화 사업에 따라, 2011년 6월 18일부터는, 하야시사키 부근 ~ 아카시 강의 가선 변환에 수반하는 승강장이 임시 승강장으로 변경되면서 사용되었던 승강장은 사용 중단되었다. 임시 역사는 상・하향 양측에 설치되었다.
2015년 2월 8일, 역 근처에 있던 분실물 보관소가 폐쇄되고 히토마루마에 역 근방으로 이전했다.
2015년 6월 20일부터, 고가로 전환되어 역 서쪽으로 인상선이 설치되었다.

### 승강장
| 1 | ■ 본선(하행) | 다카사고・히메지・아보시 방면 |  |
| 2 | ■ 본선(상행) | 아카시・고베・오사카 방면     |  |

## 역 주변
- 미쓰조인
- 하야시사키 어항
- 후나게 성터
- 아카시니시 공원
- 무료코지
- 젠라쿠지
- 사나기 신사
- 아카시다초 우체국
- 아카시 시립 기누가와 중학교
- 아카시 대교(국도 제2호선의 다리, 아카시 해협 대교와 별도)
- 효고 지방 도로 718호 아카시타카사고 선(옛, 국도 제250호선)
- 마루 아이 아카시점
- 이즈미야 고베 다마쓰점
- 후쿠야마 병원

## 역사
- 1923년 8월 19일: 고베히메지 전기철도 개통과 동시에 설치.
- 1927년 4월 1일: 우지가와 전기에 의한 합병으로 본 회사의 역이 됨.
- 1933년 6월 6일: 우지가와 전기 철도 부문이 분리되어 산요 전기철도의 역이 됨.
- 1948년 3월 1일: 급행 정차역이 됨.
- 1971년 3월 27일: 교상역화.
- 1984년 3월 25일: 급행 설정의 소멸로 우등 열차의 정차 소멸.
- 2007년: 아카시 강 ~ 하야시사키 부근 고가화 공사 개시.
- 2011년 6월 18일: 아카시 강 ~ 하야시사키 부근 구간의 임시 노선 변환에 수반하여 임시 승강장으로 이전.
- 2015년 6월 20일: 아카시 강 ~ 하야시사키 부근 간의 고가화 완료에 따라 고가역이 됨.

## 사진

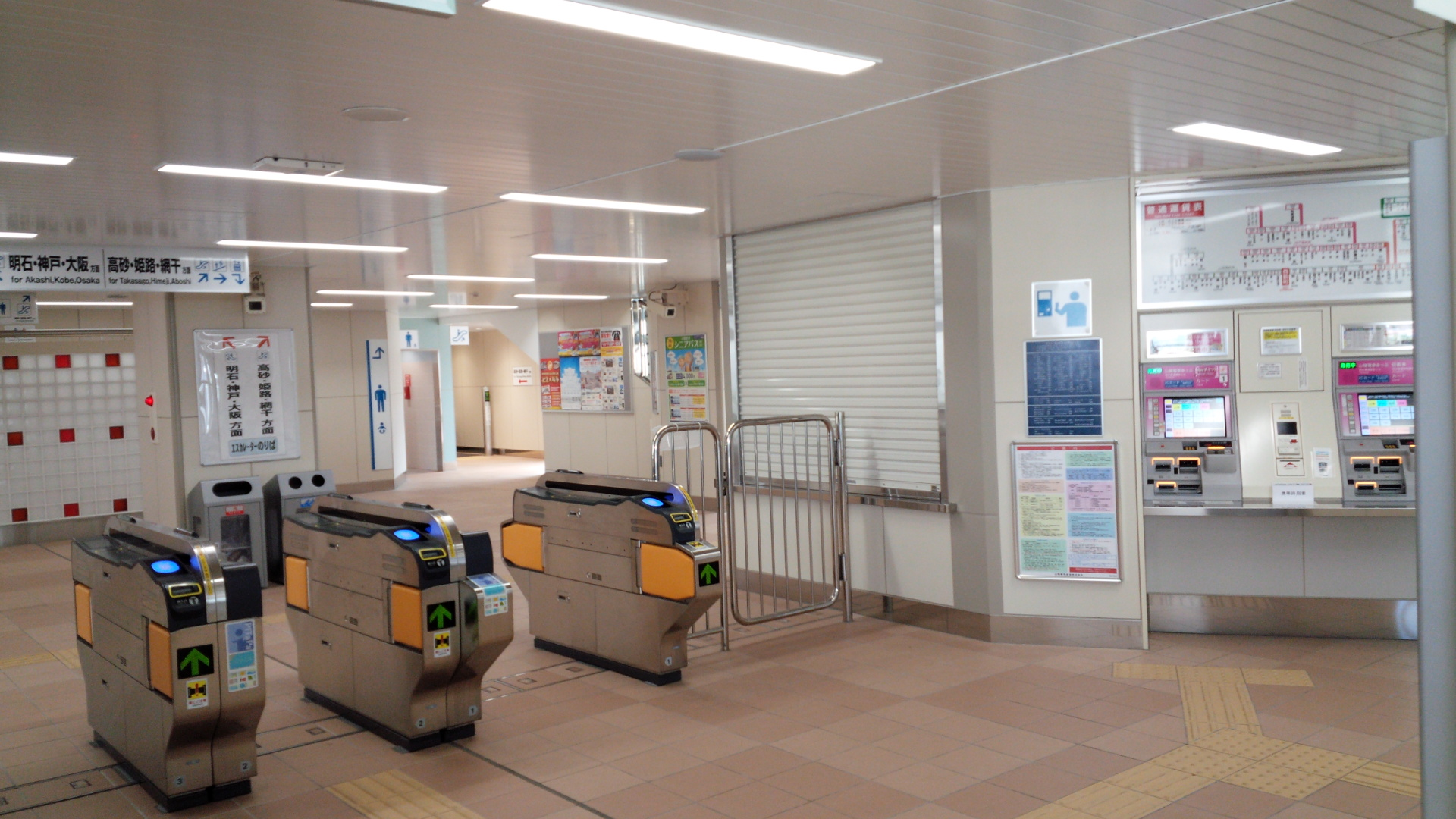
개찰구
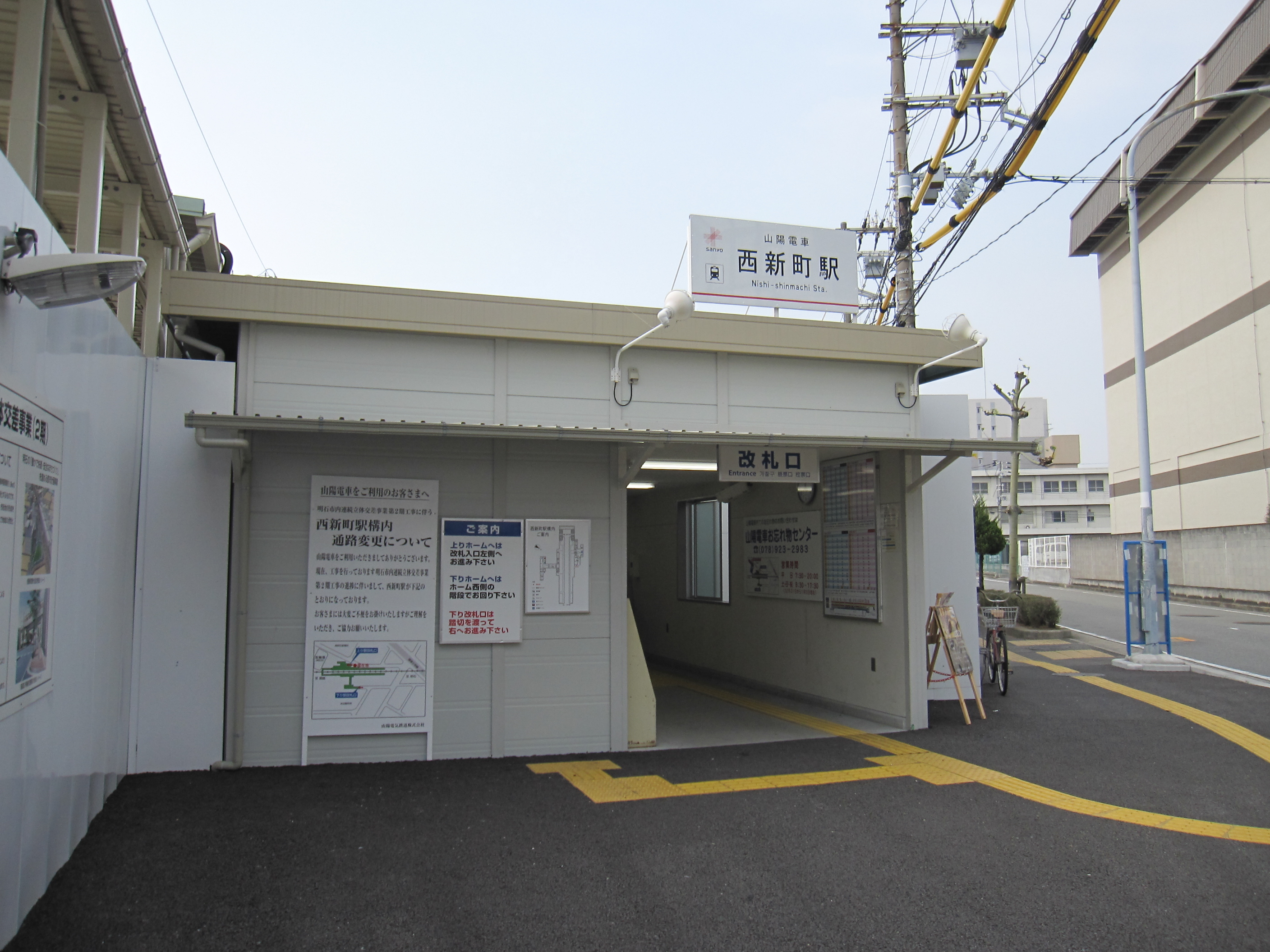
구역사(2011년)

## 인접역
| 산요 전기철도 ■ 본선                   | 산요 전기철도 ■ 본선 | 산요 전기철도 ■ 본선                         |
| -------------------------------------- | -------------------- | -------------------------------------------- |
| SY 17 산요아카시 우메다・니시다이 방면 | ■ 보통               | 하야시사키마쓰에카이간 SY 19 산요히메지 방면 |